# Ludwik Szenborn
Ludwik Andrzej Szenborn, właściwie Ludwik Schönborn (ur. 25 sierpnia 1915 w Rzeszowie, zm. 1 lipca 1990 tamże) – funkcjonariusz Ministerstwa Bezpieczeństwa Publicznego.

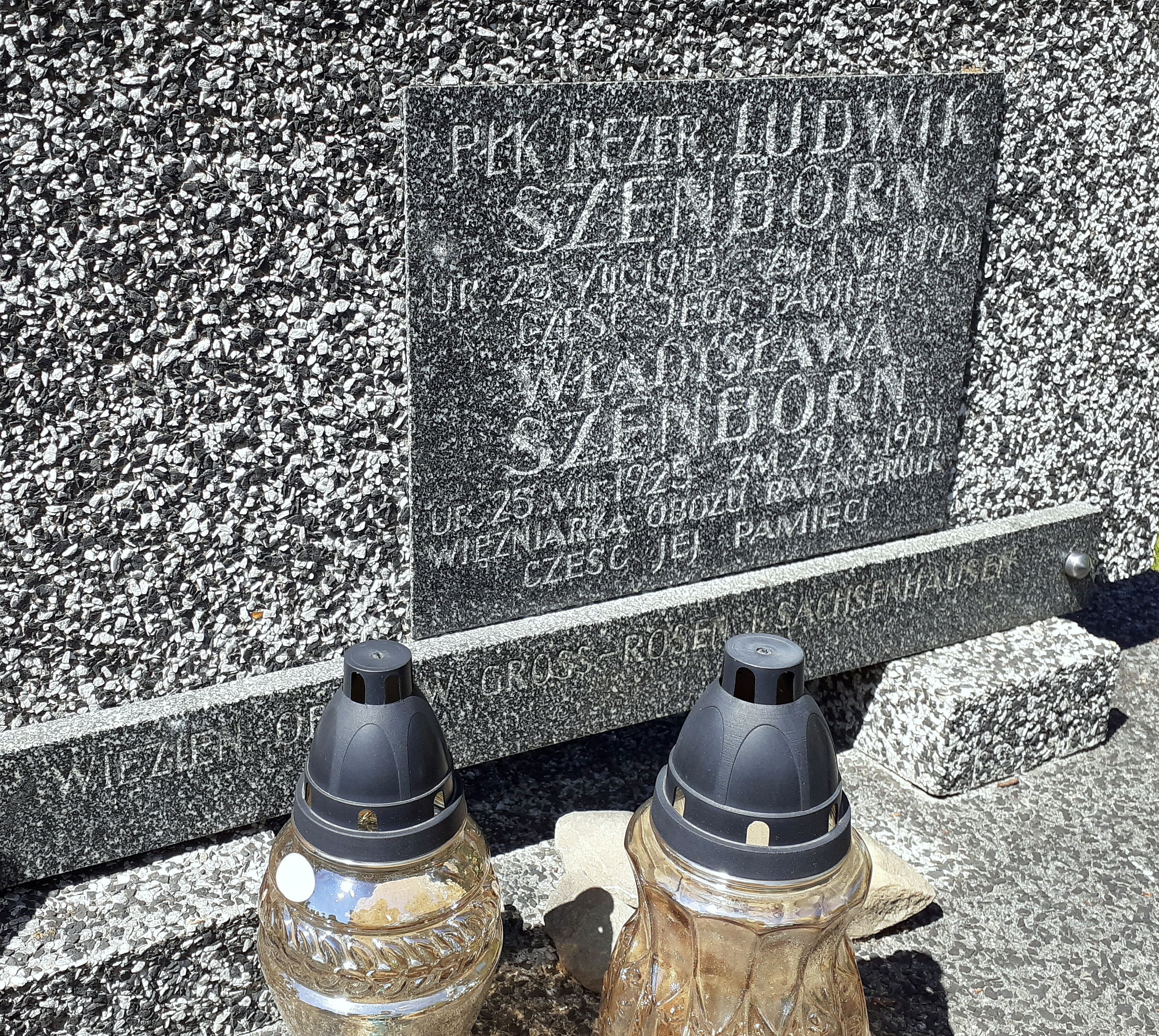
Grobowiec Ludwika i Władysławy Szenbornów

## Życiorys
Od 1929 był członkiem Międzynarodowej Organizacji Pomocy Rewolucjonistom, od 1930 PPS-Lewicy i Komunistycznego Związku Młodzieży Polski (KZMP), od 1935 w Komunistycznej Partii Polski, od 1942 w Polskiej Partii Robotniczej. W latach 30. kilkakrotnie aresztowany za działalność komunistyczną.
Od 1941 był agentem radzieckiego wywiadu. 12 maja 1943 został aresztowany za działalność na rzecz sowieckiego wywiadu; był więziony na zamku w Rzeszowie, w Tarnowie, w więzieniu na Montelupich w Krakowie, w obozie pracy w Pustkowie i w obozach koncentracyjnych Groß-Rosen i Sachsenhausen. W Pustkowie działał wraz z Mieczysławem Bombą i Józefem Tkaczowem w zorganizowanej przez KPP grupie ruchu oporu, która usiłowała ratować więźniów poprzez wywieranie wpływu na funkcjonariuszy obozowych.
Po uwolnieniu i powrocie został II sekretarzem Komitetu Miejskiego PPR w Rzeszowie. Skierowany do pracy w rzeszowskim UB przez Komitet Wojewódzki PPR. Od 21 września 1946 zastępca kierownika Sekcji I Wydziału V Wojewódzkiego Urzędu  Bezpieczeństwa Publicznego (WUBP) w Rzeszowie. W latach 1946–1947 brał udział w walkach z „bandami i reakcyjnym podziemiem”, czyli z żołnierzami wyklętymi. 1947–1948 sprawował funkcję naczelnika Wydziału V WUBP w Rzeszowie. W 1949 został zastępca kierownika WUBP w Krakowie. Od 1951 do 1952 był naczelnikiem Wydziału II Departamentu X Ministerstwa Bezpieczeństwa Publicznego. Następnie, do 1954 pełnił funkcję szefa Miejskiego UBP dla miasta stołecznego Warszawy i kierownika Obiektu Spacer w Miedzeszynie. Od 1955 do 1956 był kierownikiem Wojewódzkiego Urzędu ds. Bezpieczeństwa Publicznego w Bydgoszczy. Podczas śledztw stosował wobec przesłuchiwanych tortury fizyczne i psychiczne. 30 listopada 1956 został zwolniony z bezpieki.
Uchwałą Prezydium Krajowej Rady Narodowej z 12 czerwca 1946 został odznaczony Srebrnym Krzyżem Zasługi za zasługi położone w walce z okupantem i za udział w Pracach konspiracyjnych w okresie okupacji.
Zmarł 1 lipca 1990 i został pochowany na cmentarzu Wilkowyja w Rzeszowie. Był żonaty z Władysławą.